# Entertain You
«Entertain You» es un sencillo de la banda holandesa de rock y metal sinfónico Within Temptation. Fue autoeditado como sencillo en todo el mundo a través de descarga digital el 8 de mayo de 2020. La canción fue producida por Within Temptation, su productor Daniel Gibson, quien también hace la voz masculina para la canción, y Mathijs Tieken.

## Video Musical
El video musical sigue el mismo tema de la canción y trata sobre la forma en que la sociedad utiliza a las personas que no encajan en los principales patrones socialmente aceptables para su propio entretenimiento y, a menudo, de manera negativa. Según Sharon den Adel, la idea principal del video fue el resultado de encontrar videos virales de personas acosadas como resultado de los prejuicios. Fue grabado dentro de una torre de agua en el pueblo holandés de Schimmert y en los estudios G2. La filmación del video comenzó el 8 y 9 de marzo de 2020 y tuvo que detenerse debido a la pandemia de COVID-19, regresando el 11 de mayo y siguiendo las medidas de seguridad de la pandemia. El video fue producido por Welzen Studios y dirigido por Marten Welzen, quien había trabajado previamente con la banda. Según Vera Hendriks, productora de la compañía, el estudio proporcionó las imágenes y seleccionó las ubicaciones del set, mientras que la banda proporcionó el concepto y la historia. El video fue lanzado oficialmente el 28 de mayo de 2020.
El video está filmado en blanco y negro, con excepción de los colores verde y rojo que se enfatizan. La trama principal del video comienza con un niño con pintura de cadáver que es arrojado dentro de un búnker. Mientras se pone de pie, deambula por el lugar y se da cuenta de que está siendo vigilado por varias cámaras. Se baja un ascensor en la esquina y un segundo niño, este con una máscara, también es arrojado al suelo del búnker. Cuando comienzan a mirarse, un garrote de alambre de púas y un hacha caen en el centro del lugar, lo que implica que los niños deben luchar entre sí. El chico enmascarado toma rápidamente las armas mientras siguen dando vueltas e intimidando al otro. Cuando se acerca al chico pintado de cadáveres y levanta el garrote, le pasa el arma en lugar de golpear, y comienzan a destruir las cámaras y destrozar el lugar. Al final del video, ambos niños entran armados al ascensor. Mientras se miran, el niño enmascarado se quita la máscara y también revela un maquillaje de pintura para cadáveres. El ascensor entonces comienza a ser levantado. A lo largo del video, se muestra a un grupo de personas enmascaradas caminando con antorchas y armas similares a garrotes por las calles del desierto, intercambiándose con extractos de metaleros, una niña con ropa inspirada en el horror, una mujer de circo, una drag queen, la vocalista principal Sharon den Adel con un maquillaje inspirado en el Joker y los miembros de la banda interpretando la canción.

## Créditos y personal
Within Temptation
- Sharon den Adel – voz principal
- Ruud Jolie – guitarra
- Stefan Helleblad – guitarra rítmica
- Jeroen van Veen – bajo
- Martijn Spierenburg – teclados
- Mike Coolen – batería

Músico adicional
- Daniel Gibson – voz masculina

## Posicionamiento en lista
| Lista grafica(2020-2021)        | Pico de posicionamiento |
| ------------------------------- | ----------------------- |
| República Checa (Modern Rock)   | 3                       |
| Finlandia (Radiosoittolista)    | 61                      |
| Reino Unido (UK Download Chart) | 75                      |